# Rodney Gould

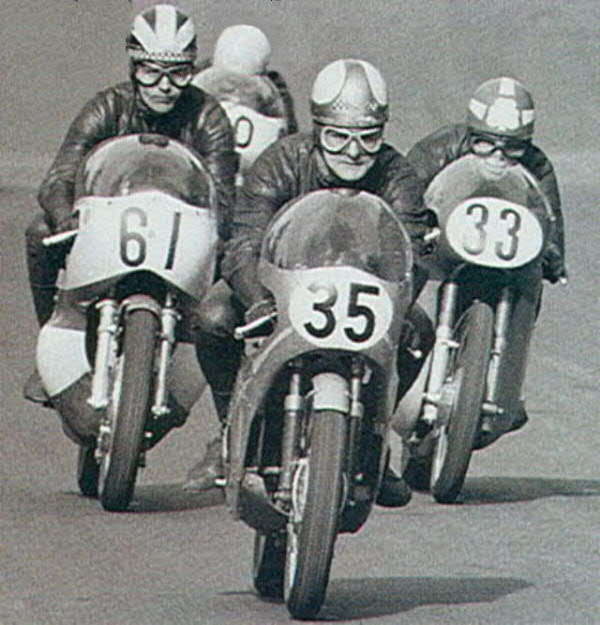
Gould (Startnummer 33) beim 250 cm³-Rennen in Cadwell Park, Lincolnshire, England

Rodney „Rod“ Gould (* 10. März 1943 in Banbury, England; † 16. April 2024 in Cheltenham, England) war ein britischer Motorradrennfahrer.
Im Jahr 1970 wurde Gould auf Yamaha Weltmeister in der 250-cm³-Klasse der Motorrad-Weltmeisterschaft.

## Karriere
Rod Gould debütierte mit einem fünften Platz beim Großen Preis der DDR 1967 auf dem Sachsenring auf einer 500-cm³-Norton in der Motorrad-Weltmeisterschaft. 1968 startete er als Stammfahrer in der 250-cm³-Klasse auf Yamaha und wurde nach drei dritten Plätzen Vierter der Gesamtwertung. In der Saison 1969 erreichte Gould in den Klassen bis 250 und bis 350 cm³ insgesamt sechs zweite Plätze und erreichte die WM-Ränge sechs bzw. fünf.
Die Saison 1970 war die erfolgreichste in Rodney Goulds Karriere. Er startete in der 250er-Klasse bei neun Grands Prix, gewann davon sechs und erreichte bei allen Rennen das Siegerpodest. Am Saisonende wurde er überlegen Weltmeister vor seinem Yamaha-Markenkollegen Kel Carruthers aus Australien. 1971 gelang es Rod Gould nicht, seinen 250er-Titel zu verteidigen. Trotz zweier Siege in den Niederlanden und in Schweden hatte er in der Gesamtwertung gegen seinen Landsmann und Markengefährten Phil Read knapp das Nachsehen.
In der Saison 1972 gelangen Gould noch einmal zwei 250-cm³-Siege. In der Weltmeisterschaft musste er jedoch dem Finnen Jarno Saarinen und dem Italiener Renzo Pasolini den Vortritt lassen. In der 500-cm³-Klasse, in der er in diesem Jahr fünf Rennen bestritt, erreichte Gould vier Podiumsplätze und schloss die Weltmeisterschaft als Vierter ab. Nach der Saison 1972 beendete Rodney Gould nach zehn Grand-Prix-Siegen und insgesamt 34 Podiumsplatzierungen seine Laufbahn in der Weltmeisterschaft.
Gould starb im April 2024 im Alter von 81 Jahren.

## Statistik

### Erfolge
- 1970 – 250-cm³-Weltmeister auf Yamaha
- 1971 – 250-cm³-Vizeweltmeister auf Yamaha
- 10 Grand-Prix-Siege

### In der Motorrad-Weltmeisterschaft
| Saison | Klasse  | Ergebnis    | Maschine       | Siege |
| ------ | ------- | ----------- | -------------- | ----- |
| 1967   | 500 cm³ | 19.         | Norton         | 0     |
| 1968   | 250 cm³ | 4.          | Bultaco-Yamaha | 0     |
| 1968   | 500 cm³ | 24.         | Norton         | 0     |
| 1969   | 250 cm³ | 6.          | Yamaha         | 0     |
| 1969   | 350 cm³ | 5.          | Yamaha         | 0     |
| 1970   | 250 cm³ | Weltmeister | Yamaha         | 6     |
| 1970   | 350 cm³ | 6.          | Yamaha         | 0     |
| 1971   | 125 cm³ | 24.         | Yamaha         | 0     |
| 1971   | 250 cm³ | 2.          | Yamaha         | 2     |
| 1971   | 350 cm³ | 13.         | Yamaha         | 0     |
| 1972   | 250 cm³ | 3.          | Yamaha         | 2     |
| 1972   | 350 cm³ | 25.         | Yamaha         | 0     |
| 1972   | 500 cm³ | 4.          | Yamaha         | 0     |

### North-West-200-Siege
| Jahr | Klasse  | Maschine | Durchschnittsgeschwindigkeit |
| ---- | ------- | -------- | ---------------------------- |
| 1968 | 250 cm³ | Yamaha   | 103,08 mph (165,89 km/h)     |
| 1969 | 250 cm³ | Yamaha   | 103,50 mph (166,57 km/h)     |
| 1969 | 350 cm³ | Yamaha   | 107,87 mph (173,6 km/h)      |